# Pałac w Konradówce
Pałac w Konradówce (niem. Schloss Conradsdorf) – zabytkowy pałac w Konradówce – wsi w Polsce, w województwie dolnośląskim, w powiecie legnickim, w gminie Chojnów, nad Skorą.

## Historia
Pałac wybudowany w 1701 dla Heinricha Daaniel von Liedlau w stylu renesansowym. Nad portalem wejściowym znajdują się kartusze z herbami Heinricha Daniela von Liedlau (1641-1721) i jego żony Urszuli von Hund (1650-1699) inicjałami D.V.L., D.V.H. oraz datą 1701.  Heinrich Daniel w młodości był dworzaninem księcia Jana Jerzego II  Wettyna z Saskonii. Obiekt przebudowany w XX w., obecnie w złym stanie technicznym, jest częścią zespołu pałacowego, w skład którego wchodzą jeszcze:  
- oficyna;
- park z aleją.

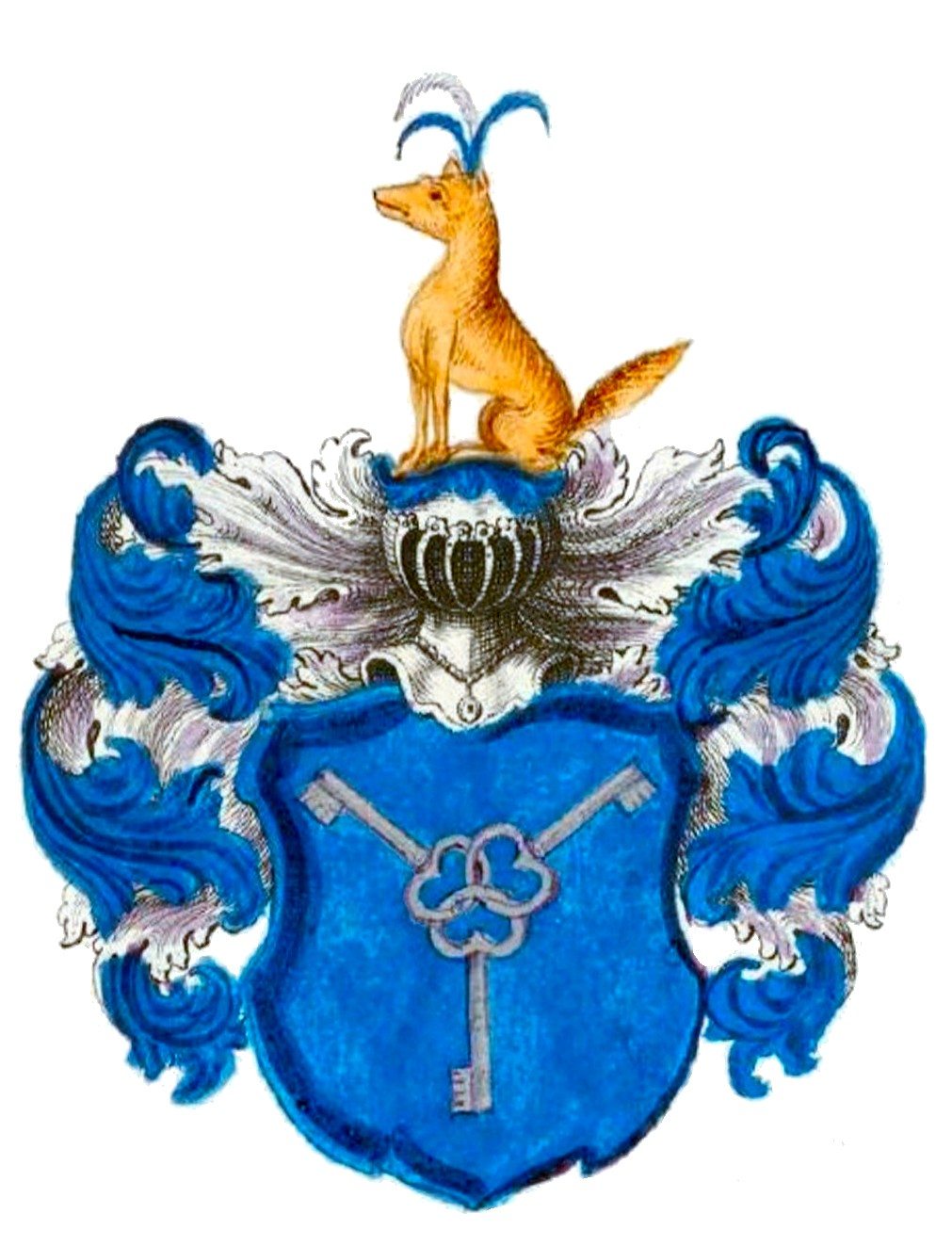
Herb Heinricha von Liedlau(inne języki)
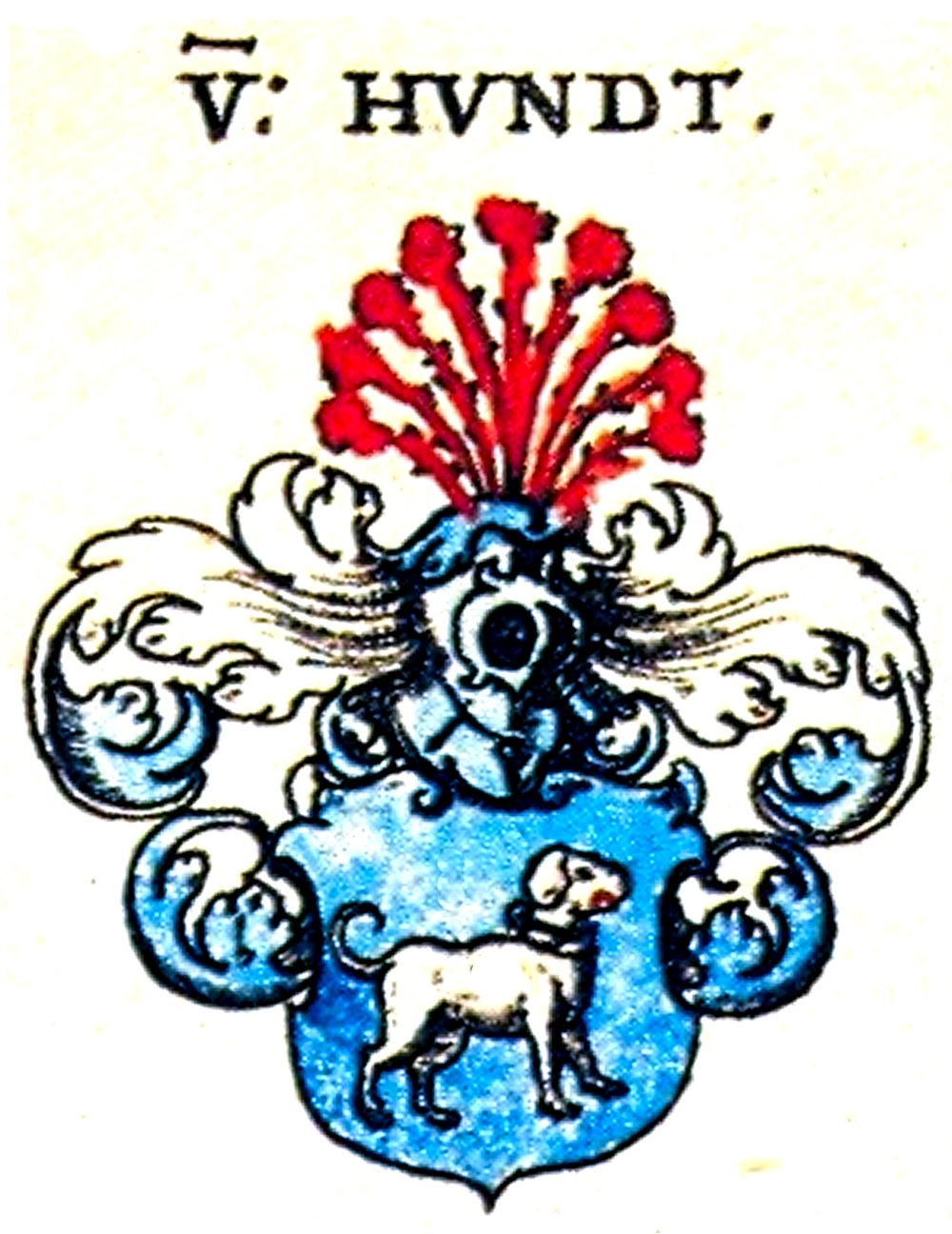
Herb Urszuli von Hundt